# Suderode
Suderode ist ein Dorf im Ortsteil Wülperode der Stadt Osterwieck im Landkreis Harz in Sachsen-Anhalt.
Suderode liegt ca. 15 Kilometer nordöstlich von Goslar und etwa 25 Kilometer nordwestlich von Wernigerode. Zu den Sehenswürdigkeiten zählt die zum Kirchenkreis Halberstadt gehörige Kirche.

## Geschichte
Am 12. Februar 1906 wurde in einem Allerhöchstem Erlass des preußischen Königs festgelegt, dass die Landgemeinde Suderode im Landkreis Halberstadt dem Gutsbezirk Suderode, unter Erhaltung dieses Gutsbezirks als solchen einverleibt wird.
Am 30. September 1928 erfolgte die Zusammenlegung des Gutsbezirks Suderode mit einem Teil des Gutsbezirkes Stötterlingenburg unter Umwandlung in eine Landgemeinde Suderode.
Suderode wurde am 1. Juli 1950 mit dem Nachbarort Göddeckenrode in Wülperode eingemeindet, das am gleichen Tag in Dreirode umbenannt wurde. Am 1. September 1990 wurde diese Gemeinde wieder in Wülperode umbenannt.